# Gymnopilus perisporius
Gymnopilus perisporius là một loài nấm thuộc họ Cortinariaceae.